# 高樹蓉子
高樹 蓉子（たかぎ ようこ、本名：粟崎曄子（ようこ）、1949年8月23日 - ）は日本の女優。

## 来歴・人物
東京都出身。神田の生まれだがのちに豊島区に引っ越す。
小学校、中学校時代はクラシックバレエをしており、その関係から運動神経は抜群だった。
1968年、富士見丘高等学校を卒業後して東映本社総務部へ就職するが、同年6月には女優として日活へ転じた。
1972年8月、日活を退社しフリーとなる。その後はテレビを中心に活躍した。
1977年頃に、芸能活動を引退した。

## 出演作品

### 映画
- 『ザ・スパイダースのバリ島珍道中』（1968年、日活）- 看護婦 ※小川ひろみ（デビュー）
- 『ある少女の告白 禁断の果実』（1968年、日活）- アケミ ※主演: 丘みつ子（初）
- 『あゝひめゆりの塔』（1968年、日活）- 新屋民子
- 『ある少女の告白 純潔』（1968年、日活）
- 『夜の牝 花と蝶』（1969年、日活）- クラブ「銀」のホステス ※主題歌: 森進一
- 『女の警察[1]』（1969年、日活）- 金融王大川の秘書
- 『夜の最前線 女（スケ）狩り[2]』（1969年、日活）- 礼子[3]
- 『無頼・殺せ（ばらせ）』（1969年、日活）- 東谷早苗
- 『恋のつむじ風』（1969年、日活）- 東京デザイナー学院の生徒 ※主演: 松原智恵子（初）
- 『涙の季節』（1969年、日活）
- 『やくざ渡り鳥 悪党稼業』（1969年、日活）- 芳江
- 『前科・仮釈放（かりしゃく）』（1969年、日活）- 花屋の店員
- 『代紋 地獄の盃』（1969年、日活）- 芸者
- 『私が棄てた女』（1969年、日活）
- 『女の手配師 池袋の夜』（1969年、日活）- 関根幸子 ※主題歌: 青江三奈
- 『華やかな女豹』（1969年、日活）- 藤島都
- 『女の警察 国際線待合室』（1970年、日活）- 鈴木光子 ※主題歌: 青江三奈
- 『斬り込み』（1970年、日活）- 李京春
- 『鮮血の記録』（1970年、日活・ダイニチ映配）- 勝子
- 『怪談昇り竜』（1970年、日活・ダイニチ映配）- 三井千恵
- 『あしたのジョー』（1970年、日活・新国劇映画・ダイニチ映配）- 白木葉子 ※原作: 高森朝雄・作画: ちばてつや
- 『大幹部 ケリをつけろ[4]』（1970年、日活・ダイニチ映配）- マリ
- 『野良猫ロック セックス・ハンター[5]』（1970年、日活・ダイニチ映配）- めぐみ
- 『新宿アウトロー ぶっ飛ばせ』（1970年、日活・ダイニチ映配）- 華子
- 『土忍記 風の天狗』（1970年、日活・ダイニチ映配）- マキ ※原作: 小島剛夕
- 『男の世界』（1971年、日活・石原プロモーション・ダイニチ映配）- 青木綾子
- 『女子学園 おとなの遊び』（1971年、日活・ダイニチ映配）- 榊原しのぶ
- 『嫉妬』（1971年、石原プロモーション・松竹）- 加奈子 ※原作: 藤本義一

など

### テレビドラマ
- 東芝日曜劇場『ちんどん日記』（1971年、CBC）- 吉岡妙子 ※高橋蓉子名義（誤記）
- 『大江戸捜査網』（東京12チャンネル）
  - 第1シリーズ 第23話「大金庫をぶち破れ!」（1971年、日活）- おうの ※主演: 杉良太郎
  - 第1シリーズ 第37話「男の意地」（1971年、日活）- みや
  - 第3シリーズ 第135話「怨みの米騒動」（1976年、三船プロダクション）- おしの ※主演: 里見浩太朗
  - 第3シリーズ 第144話「緋牡丹に賭けた恋」（1976年、三船プロダクション）
  - 第3シリーズ 第177話「雨の朝 江戸に死す」（1977年、三船プロダクション）- おさと
- 『美しきチャレンジャー』（1971年、TBS）- 松木幸恵
- NHK大河ドラマ『新・平家物語』（1972年、NHK）- 亀の前 ※原作: 吉川英治
- 『家光が行く』第9話「江戸ッ子剣法」（1972年、日本テレビ・ユニオン映画・渡辺企画）- 千鶴
- 『愛の戦士レインボーマン』（1972年 - 1973年、NET・東宝）- キャシー ※原作: 川内康範
- 火曜日の女シリーズ『男と女と』（1973年、日本テレビ・国際放映）- 川村佐和子 ※原作: 笹沢佐保「結婚って何さ」
- 『太陽にほえろ!』（日本テレビ）
  - 第30話「また若者が死んだ」（1973年）- ミキ ※マカロニ刑事編
  - 第113話「虫けら」（1974年）-（旧姓高橋）和枝 ※テキサス刑事編
- 必殺シリーズ（朝日放送・松竹）
  - 『必殺仕置人』第13話「悪いやつほどよく見える」（1973年）- 冴
  - 『助け人走る』第4話「島抜大海原」（1973年）- おとせ
  - 『必殺必中仕事屋稼業』第9話「からくり勝負」（1975年）- みよ ※高樹容子名義（誤記）
  - 『必殺からくり人』第9話「食えなければ江戸へどうぞ」（1976年）- おすえ
- 『子連れ狼[6]』（日本テレビ）※原作: 小池一雄・作画: 小島剛夕
  - 第一部第20話「八門遁甲の陣」（1973年）- 別式女: おりん
  - 第二部第13話[7]「赤猫まねき」（1974年）- お仙
- 『スーパーロボット レッドバロン』第7話「秘密兵器は赤い風船」（1973年、日本テレビ・宣弘社）- 小野美代子先生
- 『狼・無頼控』（毎日放送・映像京都）
  - 第6話「舞姫無惨」（1973年）- 琉球王女: 鶴姫
  - 第15話「異聞女人の館」（1974年）- お葉の方
  - 第18話「大奥地獄花」（1974年）- お須磨
- 『風の中のあいつ』第17話「右も左も傷だらけ」（1974年、TBS・渡辺企画）- お由美 ※高樹容子名義（誤記）。萩原健一版、原作: 子母澤寛「富岳二景 次郎長と勝蔵」
- 『事件狩り』第8話「誘拐されたビキニの娘」（1974年、TBS・大映テレビ）
- 少年ドラマシリーズ『悦ちゃん』（1974年、NHK）- 日下部カオル ※全12回、原作: 獅子文六
- 『君待てども』（1974年、東海テレビ・円谷プロダクション）- 中井夏子
- 『殺さないで!』（1975年、東海テレビ・円谷プロダクション）- 安西知佐子
- 『夜明けの刑事』第51話「夫が誰かに殺される!!」（1975年、TBS・大映テレビ）
- 『少年探偵団』（日本テレビ・日本現代企画）※原作: 江戸川乱歩
  - 第18話「涙を流すマリア像」（1976年）- 秋吉くみ
  - 第20話「歌うヴィーナス」（1976年）- ホテルの支配人
- 『同心部屋御用帳 江戸の旋風』第47話「お宮参り異変」（1976年、フジテレビ・東宝）※原作: 島田一男
- 『宇宙鉄人キョーダイン』第13話「どうして?! ダダ星人は団地がお好き」（1976年、毎日放送・東映・石森プロ）- 栗崎良子 ※原作: 石森章太郎
- 『超神ビビューン』第1話「妖怪退治だ! 超神登場!!」（1976年、NET・東映）- 団地の主婦 ※原作: 石森章太郎
- 『銭形平次』第549話「闇夜の証人」（1976年、フジテレビ・東映京都テレビプロダクション）- お紋 ※高樹容子名義（誤記）。大川橋蔵版、原作: 野村胡堂
- 『小さなスーパーマン ガンバロン』第5話「怪人ドワルキン! 怒りの挑戦状」・第6話「大ピンチ! あばけ悪魔の正体」（1977年、日本テレビ・読売広告社・創英舎（旧日本現代企画））- 光月てる美 ※高樹容子名義（誤記）
- 『大鉄人17』第11話「ブレインから来た紹介状」（1977年、毎日放送・東映）- サチコの母 ※原作: 石森章太郎

など